# Oliveros
Oliveros is een plaats in het Argentijnse bestuurlijke gebied  Iriondo in de provincie Santa Fe. De plaats telt 4 773 inwoners.